# اینجا… آخر دنیا
اینجا… آخر دنیا فیلمی به کارگردانی شراره یوسفی نیا، ابراهیم بخشی ساختهٔ سال ۱۳۸۲ است.

## خلاصه داستان
فیلم داستان دختر جوانی را روایت می‌کند که رابطه بسیار خوبی با تنها بردار خود (سعید) دارد، اما بر اثر حادثه‌ای برادر خود را از دست می‌دهد و تنها فرزند خانواده خود می‌شود، گلرخ الناز شاکردوست به علت وابستگی شدید به برادرش تصمیم می‌گیرد با رفتن به کلاس‌ها و انجمن‌های روحی، با روح تنها برادرش ارتباط برقرار کند، در طی این روند روح‌های سرگردان دیگری هر از گاهی به سراغش آمده و باعث ترس او می‌شوند پدر و مادر گلرخ با رفتن به مسافرتی چند روزه و تنها ماندن گلرخ در خانه و آزار و اذیت روحهای سرگردان گلرخ را مجبور به قبول پیشنهاد مسافرت دخترانه از طرف خواهر بهرام و دو دختر دیگر کرده و گلرخ به همراه آنها راهی شمال می‌شود. از آن طرف بهرام که از قبل با خواهرش هماهنگ شده همراه با چند دوست دیگر به آنها ملحق می‌شوند. گلرخ که متوجه نقشه آنها شده بسیار دلخور می‌شود و قصد به برگشتن دارد. از طرفی روح برادر گلرخ مدام هشدار می‌دهند که نروند و این مسئله باعث ترس بیشتر آنها می‌شود. در مجادلهای بین دو تا از دختران گروه که تبدیل به درگیری می‌شود، گلرخ به قصد جدا کردن آنها وارد شده و به طور اتفاقی زمین‌می‌خورد و از هوش می‌رود. بچه‌ها که همگی ترسیدهاند او را که فکر می‌کنند کشته شده، در جنگل راه کرده و فرار می‌کنند. از همان شب به طرز مشکوکی یک یک بچه‌های گروه کشته می‌شوند و…

## بازیگران
| بازیگر         | نقش    |
| الناز شاکردوست | گلرخ   |
| امید متقی      | سام    |
| الهه سلطان     | ناهید  |
| پیانوش طاهری   | قاتل   |
| بیتا راستگو    | رودابه |